# Membre des Bordes
Le membre des Bordes relevait de prieuré hospitalier du Temple du grand prieuré de France.

## Origine
Quand le prieur Philippe de Villiers de L'Isle-Adam avait fondé en 1529 une chapelle dans l'église Sainte-Marie-du-Temple à Paris, il avait aussi fait don de 4 000 livres. Une partie de cette somme avait servi à l'achat d'une ferme qui se trouvait aux Bordes, dans la censive du prieuré hospitalier de Saint-Jean en l'Île-lez-Corbeil. Malgré sa présence à Corbeil, le membre faisait partie du prieuré hospitalier du Temple.
Avec ses 90 arpents de terre, cette ferme avait un rapport de 1 200 Livres en 1757.

## Sources
- Eugène Mannier, Les commanderies du grand prieuré de France d'après les documents inédits conservés aux archives nationales à Paris, Paris, 1872 (lire en ligne)